# هیو رولندز
هیو رولندز (انگلیسی: Hugh Rowlands؛ ۶ مه ۱۸۲۸ – ۱ اوت ۱۹۰۹) فرد نظامی اهل ولز بود. وی همچنین برندهٔ جوایزی همچون صلیب ویکتوریا شده‌است.